# Raiffeisen-Volksbank Donauwörth
Die Raiffeisen-Volksbank Donauwörth eG ist eine Genossenschaftsbank mit Sitz in Donauwörth. Ihr Geschäftsgebiet liegt im südlichen Teil des Landkreises Donau-Ries sowie im nördlichen Teil des Landkreises Dillingen. 

## Geschichte
Die Raiffeisen-Volksbank Donauwörth eG wurde im Jahre 1909 gegründet. Die Ursprungsgenossenschaft war die ehemalige Raiffeisenbank Riedlingen. 1982 fusionierte die Raiffeisenbank Riedlingen mit den Raiffeisenbanken in Auchsesheim-Nordheim und Wörnitzstein zur Donauwörther Raiffeisenbank. 1988 fusionierte die Raiffeisenbank Mertingen und 1989 die Raiffeisenbank Tapfheim mit der Donauwörther Raiffeisenbank.
1992 fusionierte dann die Donauwörther Raiffeisenbank mit der Volksbank Donauwörth und der Raiffeisenbank Bäumenheim-Oberndorf. Seit diesem Zeitpunkt firmiert die Bank als Raiffeisen-Volksbank Donauwörth eG. Die Volksbank Donauwörth hatte bereits zwei Jahre vorher die Raiffeisenbank Monheim aufgenommen. Die Raiffeisenbank Bäumenheim-Oberndorf war 1980 durch die Fusion der Rbk. Bäumenheim mit der Rbk. Oberndorf entstanden.
Seitdem erfolgten weitere Fusionen. 1994 wurde die Raiffeisenbank Buchdorf aufgenommen, 1997 die Raiffeisenbank Tagmersheim und im Jahr 2000 die Raiffeisenbank Harburg. 2004 wurde mit der Raiffeisenbank Höchstädt und Umgebung fusioniert. Diese war 1991 durch den Zusammenschluss der Raiffeisenbank Höchstädt, der Raiffeisenbank Finningen und der Raiffeisenbank  Schwenningen-Blindheim entstanden.
Im Jahr 2019 fusionierte die Bank mit der Raiffeisenbank Wittislingen eG.

## Unternehmensstruktur
Die Raiffeisen-Volksbank Donauwörth betreibt als Bank das Universalbankgeschäft. Mit einer Bilanzsumme von 1,9 Milliarden Euro nimmt sie in der BVR-Liste aller Genossenschaftsbanken per 31. Dezember 2023 Platz 183 von insgesamt 695 Genossenschaftsbanken ein. Heute zählt die Raiffeisen-Volksbank Donauwörth insgesamt 19 Geschäftsstellen.